# Schausiella bipuncta
Schausiella bipuncta är en fjärilsart som beskrevs av Max Wilhelm Karl Draudt 1930. Schausiella bipuncta ingår i släktet Schausiella och familjen påfågelsspinnare. Inga underarter finns listade.